# NORCECA Champions Cup maschile 2015
La NORCECA Champions Cup 2015 si è svolta dal 21 al 23 maggio 2015 a Detroit, negli Stati Uniti d'America: al torneo hanno partecipato quattro squadre nazionali nordamericane e la vittoria finale è andata per la prima volta al Canada.

## Impianti
|                                                                       |  |  |
|                                                                       |  |  |
| Joe Louis Arena Città: Detroit Capienza: 20 000 Anno d'apertura: 1979 |  |  |

## Regolamento

### Formula
Le squadre hanno disputato un'unica fase con formula del girone all'italiana.

### Criteri di classifica
Se il risultato finale è stato di 3-0 sono stati assegnati 5 punti alla squadra vincente e 0 a quella sconfitta, se il risultato finale è stato di 3-1 sono stati assegnati 4 punti alla squadra vincente e 1 a quella sconfitta, se il risultato finale è stato di 3-2 sono stati assegnati 3 punti alla squadra vincente e 2 a quella sconfitta.
L'ordine del posizionamento in classifica è stato definito in base a:
- Numero di partite vinte;
- Punti;
- Rapporto dei set vinti/persi;
- Rapporto dei punti realizzati/subiti;
- Risultati degli scontri diretti.

## Squadre partecipanti
| Squadra     | Qualificazione      | Ultima partecipazione |
| ----------- | ------------------- | --------------------- |
| Canada      | Ranking NORCECA     | Debutto               |
| Cuba        | Ranking NORCECA     | Debutto               |
| Messico     | Ranking NORCECA     | Debutto               |
| Stati Uniti | Paese organizzatore | Debutto               |

## Torneo

### Risultati
| 21 maggio 2019 Joe Louis Arena, Detroit Durata: 1h:19 - Spettatori: 500   | Canada      | 3 - 0 | Cuba    | 25-22, 25-18, 25-17               |
| 21 maggio 2019 Joe Louis Arena, Detroit Durata: 1h:18 - Spettatori: 2 000 | Stati Uniti | 3 - 0 | Messico | 25-15, 25-12, 25-17               |
| 22 maggio 2019 Joe Louis Arena, Detroit Durata: 1h:11 - Spettatori: 600   | Messico     | 0 - 3 | Canada  | 12-25, 20-25, 13-25               |
| 22 maggio 2019 Joe Louis Arena, Detroit Durata: 1h:43 - Spettatori: 3 000 | Stati Uniti | 3 - 1 | Cuba    | 20-25, 25-17, 25-10, 25-14        |
| 23 maggio 2019 Joe Louis Arena, Detroit Durata: 1h:12 - Spettatori: 2 051 | Cuba        | 3 - 0 | Messico | 25-17, 25-22, 25-15               |
| 23 maggio 2019 Joe Louis Arena, Detroit Durata: 2h:29 - Spettatori: 2 500 | Stati Uniti | 2 - 3 | Canada  | 22-25, 25-19, 25-21, 21-25, 15-17 |

### Classifica
| Pos | Squadra     | Pt | G | V | P | SV | SP | Ratio | PF  | PS  | Ratio |
| --- | ----------- | -- | - | - | - | -- | -- | ----- | --- | --- | ----- |
| 1   | Canada      | 13 | 3 | 3 | 0 | 9  | 2  | 4,500 | 257 | 210 | 1,224 |
| 2   | Stati Uniti | 11 | 3 | 2 | 1 | 8  | 4  | 2,000 | 278 | 217 | 1,281 |
| 3   | Cuba        | 6  | 3 | 1 | 2 | 4  | 6  | 0,667 | 198 | 224 | 0,884 |
| 4   | Messico     | 0  | 3 | 0 | 3 | 0  | 9  | 0,000 | 143 | 225 | 0,636 |

## Classifica finale
| Pos     | Squadra     | Rosa |
| ------- | ----------- | --- |
| Oro     | Canada      | Formazione: 1 Sanders, 2 Perrin, 3 Lewis, 4 Howatson, 5 Verhoeff, 6 Duff, 8 Simac, 9 Schneider, 10 van Lankvelt, 12 Schmitt, 15 Winters, 17 Vigrass, 18 N. Hoag, 22 Marshall, CT: G. Hoag |
| Argento | Stati Uniti | Formazione: 1 Anderson, 3 Sander, 4 Lee, 6 Lotman, 7 K. Shoji, 9 Troy, 10 Jaeschke, 11 Christenson, 12 Holmes, 16 Jablonsky, 17 Holt, 20 Smith, 21 Watten, 22 E. Shoji, CT: Speraw        |
| Bronzo  | Cuba        | Formazione: 1 González, 2 Romero, 3 Calvo, 6 Rendón, 7 García, 8 Cepeda, 9 Osoria, 14 Uriarte, 15 Albo, 17 Chapman, CT: Sánchez                                                           |
| 4.      | Messico     | Formazione: 1 Ceballos, 2 Vargas, 3 Serrano, 7 Quiñones, 10 Rangel, 11 Barajas, 12 Martínez, 14 Aguilera, 17 Orellana, 18 Raya, 19 Ruiz, 20 Duarte, CT: Roberto                           |

|  |  | Qualificate alla Coppa del Mondo 2015. |